# Atomic Records
Atomic Records war ein amerikanisches Rhythm-&-Blues- und Jazz-Label, das von 1945 bis 1947 bestand.
Das unabhängige Plattenlabel Atomic Records mit Sitz in Hollywood (5634 Santa Monica Blvd.) wurde 1945 von dem Posaunisten und Bandleader Lyle Griffin gegründet. Zu den Musikern, die auf dem lokalen Label veröffentlichten, gehörten Slim Gaillard, Barney Kessel (What Is This Thing Called Love?), Lucky Thompson, David Allyn, Dodo Marmarosa, Betty Hall Jones und Griffin selbst. 1947 verkaufte er Atomic an A. W. Lungren, der es noch bis 1955 führte.